# (552) Зигелинда
(552) Зигелинда (нем. Sigelinde) — астероид главного пояса, который был открыт 14 декабря 1904 года немецким астрономом Максом Вольфом в Обсерватории Хайдельберг-Кёнигштуль и назван в честь героини оперы «Валькирия» Рихарда Вагнера.